# Christian Gottlieb Friedrich Witte

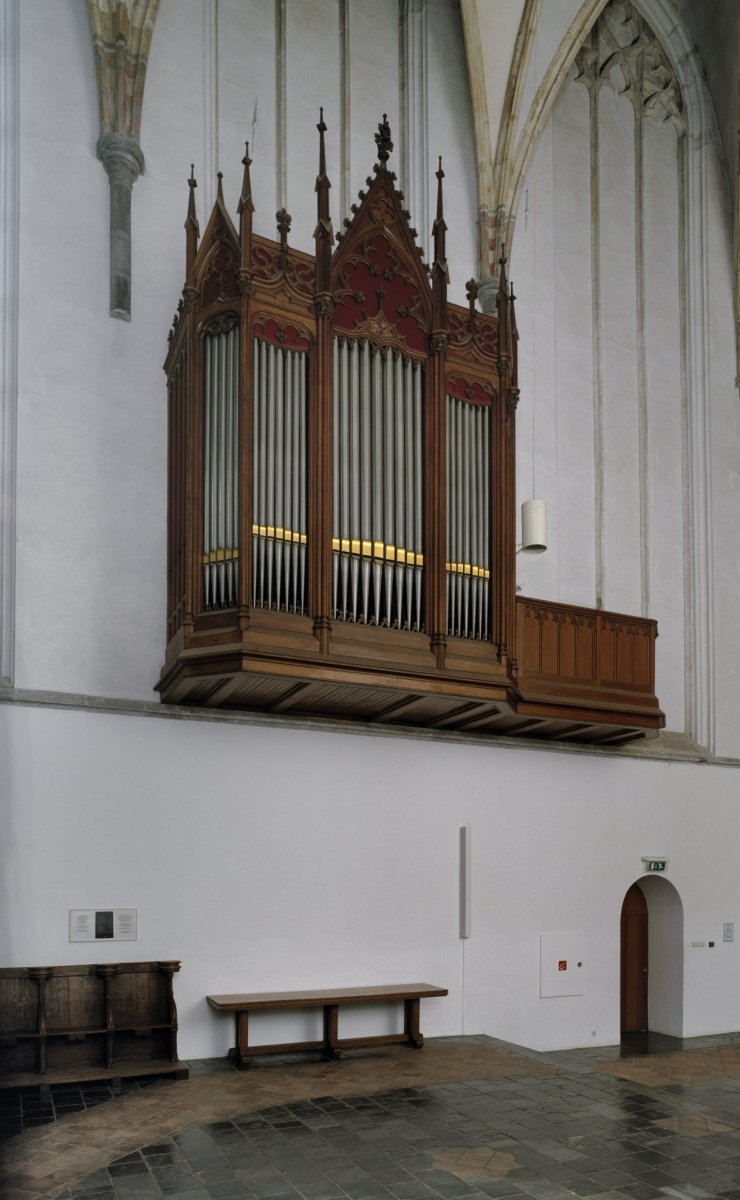
Het Witte-orgel uit 1861 in de Janskerk (Utrecht)

Christian Gottlieb Friedrich Witte (Rotenburg (Wümme), 12 januari 1802 - Utrecht, 5 november 1873) was een Nederlandse orgelbouwer van Duitse afkomst.
C.G.F. (Fritz) Witte was de zoon van een predikant. Vanaf 1827 is C.G.F. Witte werkzaam geweest bij het bedrijf van de gebroeders Jonathan (1787-1849) en Johan Martin Willem Bätz in Utrecht. Toen in 1831 Jonathan Bätz als enige eigenaar van het bedrijf overbleef werd de toenmalige meesterknecht Witte in 1833 partner. Daarna heette het bedrijf Fa. J. Bätz & co. In 1839 trouwde Witte met een kleindochter van Gideon Bätz, Pauline Dorothea Antoinette Lagers, dochter van een bekende Lutherse predikant. In 1840 kregen zij een zoon, Johan Frederik Witte, die na de dood van zijn vader op 33-jarige leeftijd het bedrijf overnam. Een andere zoon George Hendrik Witte werd een bekend musicus in Duitsland.
C.G.F. Witte en Jonathan Bätz hebben ongeveer 60 orgels gebouwd of verbouwd. De in de periode 1833-1849 door hen afgeleverde orgels staan op naam van Jonathan Bätz, maar het aandeel van Witte daarin moet niet worden onderschat. Een treffend voorbeeld hiervan is het orgel van de Maarten Lutherkerk in Paramaribo (1835). De stijl van het orgelfront is onmiskenbaar die van Jonathan Bätz, maar Witte is met de onderdelen van het orgel naar Suriname gevaren om het daar op te bouwen. Witte ontwikkelde na de dood van zijn leermeester en compagnon een eigen stijl. Zijn zoon Johan Frederik heeft die nieuwe stijl verder ontwikkeld. Beiden hebben de bedrijfsnaam J. Bätz & co. in ere gehouden. Zij vormden de vierde en vijfde generatie van hun familiebedrijf. De grondlegger ervan, Jan Hendrik Hartmann Bätz, vestigde zich in 1739 in Utrecht. Zijn zoon Gideon Thomas volgde hem op en na hem volgde diens oomzegger Jonathan. Alle vijf bovengenoemde orgelbouwers hadden een voortreffelijke reputatie. Het bedrijf had de positie van marktleider in grote delen van Midden-Nederland. Met de dood van Johan Frederik in 1902 hield het op te bestaan.
| Jaar | Kerk                                 | Plaats            | Foto                                                                | Bouwer      | Opmerking |
| ---- | ------------------------------------ | ----------------- | ------------------------------------------------------------------- | ----------- | --- |
| 1831 | Domkerk                              | Utrecht           |                                                                     | Bätz        | |
| 1831 | Hervormde Kerk                       | 's-Hertogenbosch  |                                                                     | Bätz        | |
| 1838 | Hervormde Kerk                       | Krommenie         |                                                                     | Bätz        | |
| 1839 | Nieuwe Kerk                          | Delft             |                                                                     | Bätz        | |
| 1842 | Hervormde Kerk                       | Mijdrecht         |                                                                     | Bätz        | |
| 1842 | Gotische zaal van Paleis Kneuterdijk | Den Haag          |                                                                     | Bätz        | |
| 1843 | Willemskerk                          | Batavia           |                                                                     | Bätz        | |
| 1843 | Oude Kerk                            | Zeist             |                                                                     | Bätz        | |
| 1843 | Amstelkerk                           | Amsterdam         |                                                                     | Bätz        | |
| 1846 | Lutherse Kerk                        | Woerden           |                                                                     | Bätz        | |
| 1851 | Grote of Sint-Janskerk               | Ameide            | Interieur, naar het westen, met het orgel - Ameide - 20408497 - RCE | Bätz (1761) | Buiten Gorinchem het eerste orgel in de Alblasserwaard. Bevatte delen van het eerdere orgel van Cousijns uit 1666. Het ontwerp van Witte werd door het kerkbestuur verkozen boven een ontwerp van C.F.A. Naber. Verloren gegaan bij de verwoestende kerkbrand in 1953. |
| 1851 | St Lambertuskerk                     | Buren             |                                                                     | Witte       | NH kerk |
| 1853 | Hervormde Kerk                       | Beusichem         |                                                                     | Witte       | Nederlands Hervormde Kerk |
| 1854 | Grote Kerk                           | De Rijp           |                                                                     | Witte       | Naamplaatje Bätz & Co, orgelmakers van ZM den koning. Front verdwenen maar inmiddels gereconstrueerd |
| 1854 | Grote Kerk                           | Leerdam           |                                                                     | Witte       | |
| 1854 | Sint-Maartenskerk (Tiel)             | Tiel              |                                                                     | Witte       | Orgel afkomstig uit de Nieuwe kerk te Dordrecht |
| 1855 | Oude of Pelgrimvaderskerk            | Delfshaven        |                                                                     | Witte       | |
| 1857 | Oude Kerk                            | Delft             |                                                                     | Witte       | Hoofdorgel |
| 1858 | Grote Kerk                           | Gorinchem         |                                                                     | Bätz/Witte  | |
| 1858 | Hervormde Kerk                       | Puttershoek       |                                                                     | Witte       | |
| 1858 | Paradijskerk                         | Rotterdam         |                                                                     | Witte       | Orgel in oude kas en inmiddels in een nieuwe kerk |
| 1859 | Hervormde Kerk                       | Ophemert          |                                                                     | Witte       | Kas en front verdwenen |
| 1860 | Hervormde Kerk                       | Putten            |                                                                     | Witte       | |
| 1860 | Oude Kerk                            | Breukelen         |                                                                     | Bätz/Witte  | Orgel gebouwd door G.Th. Bätz (1787), 2de klavier door Witte |
| 1860 | Dorpskerk                            | Spijkenisse       |                                                                     | Bätz/Witte  | In 1970 vervangen door een orgel van Witte |
| 1861 | Janskerk                             | Utrecht           |                                                                     | Witte       | Het orgel is binnen de kerk verplaatst |
| 1861 | Rooms-Katholieke Barbarakerk         | Culemborg         |                                                                     | Witte       | Het orgel is in nieuwe kerk op de grond geplaatst |
| 1862 | Grote Kerk                           | Naarden           |                                                                     | Witte       | Naambordje C.G.F. Witte, Fa Bätz & Co |
| 1863 | Andrieskerk                          | Amerongen         |                                                                     | Witte       | |
| 1863 | Zuiderkerk                           | Rijssen           |                                                                     | Witte       | Naambordje C.G.F. Witte, Fa Bätz & Co Afkomstig uit Amersfoort, in Rijssen in nieuwe kas geplaatst |
| 1864 | Sint-Nicolaaskerk                    | Purmerend         |                                                                     | Witte       | Galerijorgel |
| 1866 | Hervormde Kerk                       | Kapelle           |                                                                     | Witte       | Inmiddels uitgebreid met vrij pedaal |
| 1867 | Nieuwe Kerk                          | Den Haag          |                                                                     |             | Orgel van Johannes Duyschot door Witte voorzien van nieuw binnenwerk |
| 1868 | Marktpleinkerk                       | Winschoten        |                                                                     | Witte       | |
| 1870 | Doopsgezinde kerk                    | Utrecht           |                                                                     | Witte       | |
| 1869 | Waalse Kerk                          | Delft             |                                                                     | Witte       | |
| 1869 | Grote Kerk                           | Elst              |                                                                     | Witte       | Orgel helaas afgebrand en vernield door Duitse soldaten tijdens de slag om Arnhem in 1945. |
| 1871 | RK Kerk                              | Wognum            |                                                                     | Witte       | Bij de verhuizing naar een nieuwe kerk in 1970 is de kas verloren gegaan. De pijpen zijn in het huidige orgel hergebruikt. |
| 1871 | Oosterkerk                           | Hoorn             |                                                                     | Witte       | Nieuwbouw in bestaande kas van J.H.H. Bätz |
| 1872 | Wilhelminakerk                       | Beemte            |                                                                     | Witte       | Het orgel is afkomstig uit de voormalige Westerkerk te Rotterdam, gedeeltelijk gereconstrueerd |
| 1872 | Hervormde Kerk                       | IJzendijke        |                                                                     | Witte       | Ter vervanging van het orgel gemaakt door J. de Voldere |
| 1872 | Hervormde Kerk                       | Nederhorst d.Berg |                                                                     | Witte       | In 1939 is het orgel zwaar aangetast en inmiddels geheel verdwenen. |
| 1873 | Oude Kerk                            | Delft             |                                                                     | Witte       | Orgel in Noorderbeuk, oorspronkelijk gebouwd voor de Schoolstraatkerk |
| 1873 | Maartenskerk (Doorn)                 | Doorn             |                                                                     | Witte       | |
| 1873 | St. Vituskerk                        | Hilversum         |                                                                     | Witte       | Oud-Katholieke kerk, in 1889 door zijn zoon gerestaureerd |